# 硝酸甘油 (藥物)
硝酸甘油（nitroglycerin）又稱硝化甘油、甘油三硝酸酯（glyceryl trinitrate，GTN）、三硝酸甘油酯，臨床上可以用來治療心臟衰竭、高血壓，也被用來處理及預防心絞痛，這包括因心肌梗死、服用可卡因或其他原因造成的心臟供血不足產生的心絞痛。硝酸甘油的使用方式包括口服、含在舌下經口腔黏膜吸收、塗佈在皮膚、或是經由靜脈注射給藥。
硝酸甘油常見的副作用包括頭痛以及低血壓，硝酸甘油引起的低血壓可能十分嚴重，因此特別值得注意。目前尚不清楚在懷孕期間是否能安全的使用硝酸甘油而不影響胎兒。由於藥物交互作用可能造成嚴重的低血壓，硝酸甘油不可與西地那非或其他第五型磷酸二酯酶抑制劑同時使用。硝酸甘油在分類上屬於硝基血管擴張劑，雖然它的作用機制還不清楚，但一般認為它的作用主要是使血管舒張。
關於硝酸甘油的記載可以上溯至1846年，而其用於醫療的紀錄則在稍後的1878年就已出現。硝酸甘油被世界衛生組織列在基本藥物標準清單中，被列入這個清單中的藥物公認是醫療系統必要的藥物當中最有效且安全的。2014年時口服硝酸甘油在開發中國家的批發價格是每劑0.06到0.22美元，在中国大陆，2019年时，硝酸甘油因原材料硝酸短缺，致使药物涨价10倍。藥用硝酸甘油與可作為爆裂物使用的硝酸甘油的化學成分相同，但藥用硝酸甘油經過稀釋，而稀釋後的硝酸甘油不會爆炸。

## 延伸閱讀
- Ferreira, Julio C.B. & Mochly-Rosen, Daria.  (review). Circulation Journal. 2012, 76 (1): 15–21  [2017-03-30]. PMC 3527093 . PMID 22040938. doi:10.1253/circj.cj-11-1133.
- Lundberg, Jon O.; Weitzberg, Eddie & Gladwin, Mark T.  (review). Nature Reviews Drug Discovery. 2008, 7 (2): 156–167  [2017-03-30]. ISSN 1474-1776. doi:10.1038/nrd2466. （原始内容存档于2011-08-28）.
- Marsh N, Marsh A. . Clin Exp Pharmacol Physiol. 2000, 27 (4): 313–9. PMID 10779131. doi:10.1046/j.1440-1681.2000.03240.x.